# Bromid kademnatý
Bromid kademnatý (CdBr2) je krémově zbarvená krystalická iontová sloučenina (sůl) rozpustná ve vodě. Je zdraví škodlivý a vysoce toxický pro vodní organismy.

## Použití
Bromid kademnatý se používá při výrobě fotografických filmů, v rytectví a litografii.

## Příprava
Bromid kademnatý se připravuje zahříváním kadmia s parami bromu. Lze ho připravovat i působením ledové kyseliny octové nebo acetylbromidu na suchý octan kademnatý. Alternativní cestou je rozpouštění kadmia nebo oxidu kademnatého v kyselině bromovodíkové a odpaření vzniklého roztoku v inertní atmosféře helia.